# Metalcore
Metalcore je glasbena zvrst, ki je nastala s kombiniranjem hardcore punka in metala. Čeprav se je ta zvrst masovno popularizirala šele ob začetku novega tisočletja, pa so bendi, za katere lahko rečemo, da igrajo takšno glasbo, nastali že veliko prej.
Prvi znaki metalcora so se pojavli s skupino Dirty Rotten Imbeciles konec osemdesetih let 20. stoletja na istoimenskem albumu. »Crossover« je izraz, s katerim so poimenovali to kombinacijo hardcorea in metala. Prav tako lahko med začetnike uvrstimo skupine Nuclear Assault, Integrity, ...
Danes sta Crossover in metalcore različna izraza. Crossover označuje predvsem kombinacijo thrash metala in hardcore punka, medtem ko za metalcore v veliki večini označujejo hardcore skupine, ki kombinirajo svoj zvok s švedskim death metalom (predvsem Gothenburški stil).

## Zgodnje obdobje
Nuclear Assault so bili med začetniki te zvrsti, vendar so še vedno delovali in zveneli precej metalsko. Breakdown so bili prvi, ki so uspešno združili metal s hardcore punkom, brez da bi bili thrash metal band. V enakem obdobju pa so začeli izdajati demo posnetke in albume novejši bendi kot Integrity, Madball, Maximum Penalty, Leeway, Biohazard, Judge, Raw deal, ki so postavili podlago za kasnejše skupine. V veliki večini je bil zvok zelo podoben New York hardcore sceni, vendar se je razlikoval v bolj metalskem zvoku, uporabi dvojnega bas pedala, udarnejših kitarskih rifih, močnejši distorziji in v bolj metalsko usmerjenih vokalih.S to osnovno obliko metalcora so se oblikovali izrazi kot »Tough guy hardcore« (hardcore za »možate«, neustrašne), zaradi precej družbeno kritičnih besedil, ki so delno že govorila o nasilju in pa izraz »Moshcore« (moshing je vrsta plesa oz. način sprostitve energije na hardcore koncertih), zaradi uporabe breakdownov.
Sredi devetdesetih let dvajsetega stoletja se je pojavilo še kar nekaj metalcore skupin. All out war, katerih glasba je temeljila na thrash metalu podobnih rifih. Nastali so še Rorschach, Starkweather, Adamantium in pa Deadguy, ki so eksperimentirali z različnimi neharmoničnimi akordi. Tudi Converge, ki so na začetku, preigravali večinoma rife thrash metalcev Slayer, kasneje pa so svoje znanje združili s hardcoreom, so v tem obdobju začeli igrati bolj progresivno, ter svojo zvrst poimenovali kar »punk-metal«. Istočasno so bendi, kot npr. Zao začeli upeljevati pojem »Christian metalcore« s svojimi besedili in značilnim petjem (kričanjem).

## Sodobnost
Ob začetku novega tisočletja je za ta žanr naraslo zanimanje velikih glasbenih založb. Albuma kot npr. Shadows are security benda As I lay dying in pa The end of the heartache skupine Killswitch engage, sta se uvrstila dokaj visoko na Billboardovi lestvici. Zvok, ki je postal še posebej popularen je že prej omenjeni »Gothencore« (ali Swede-core, melodični metalcore). Kombinacija Švedskega death metala skupin kot In Flames in At the gates skupaj z zvokom metalcora stare šole sta bila zadetek v polno. 
Med skupine, ki danes igrajo tako zvrst glasbe lahko uvrstimo Bullet for my Valentine, Killswitch Engage, Trivium, Caliban, Bleeding Through, Fall to Grace, Inner Surge, As I Lay Dying, Parkway Drive, Bring Me the Horizon, All That Remains, Unearth, malce starejše Darkest Hour, Undying, itd.